# Abella Anderson
Amisaday Quesada, conocida artísticamente como Abella Anderson (Cuba, 16 de mayo de 1988), es una exactriz pornográfica y modelo erotica cubana-estadounidense.

## Biografía
Nació en Cuba y desde muy temprana edad se trasladó a Estados Unidos. Se adentró en el mundo del porno en 2007, a la edad de 18 años, y durante su primer año en la industria solo participó en producciones para la compañía Bang Bros. Participó en la serie Bangbus con el nombre de Amy y después con el nombre de Anna en una serie dedicada a ella: Living With Anna.
El 2010 fue su año de despegue. Era señorita de compañía y la contrataron tras someterse a una cirugía para aumentarse los senos en enero de ese mismo año.

## Premios
- 2011: NightMoves Awards – Best New Starlet (Elegida por fanes)
- 2012: Prêmio AVN  – Mejor actriz revelación
- 2012: XBIZ Award – New Starlet of the Year Colombia
- 2015: AVN Award Favorite Webcam Performer (Fan Awards ganadora)